# Żelazo (województwo pomorskie)
Żelazo (kaszb. Żélazo, niem. Selesen) – stara wieś słowińska w Polsce położona w województwie pomorskim, w powiecie słupskim, w gminie Smołdzino na Wybrzeżu Słowińskim. Wieś Żelazo stanowi przykład wsi okrągłej z niepełną zabudową wokół okrągłego placu. W bezpośrednim sąsiedztwie wsi, na północny wschód od zabudowań, odkryto kilka osad wczesnośredniowiecznych datowanych na XII-XIII w. oraz ułamki naczyń z VII-X w. Według danych dla końca XVIII w. we wsi mieszkało 8 kmieci i 4 zagrodników oraz 5 „innych"; położenie ich zagród można zidentyfikować na planie wsi z 1818 r.
W latach 1975–1998 miejscowość należała administracyjnie do województwa słupskiego.
W 2011 miejscowość zamieszkiwało 299 osób.
Wieś jest położona pomiędzy Rowokołem a Będomińską Górą. 

## Nazwa
Nazwa, wzmiankowana po raz pierwszy w formie Zeleza w 1281, ma pochodzenie słowiańskie i charakter topograficzny. Jest to nazwa prymarna, wyprowadzona od pomorskiego kontynuantu psł. *želězo „żelazo”. W zapisach źródłowych i formie niemieckiej brak jest przegłosu lechickiego, pojawia się on dopiero w odnotowanej przez Friedricha Lorentza formie nazwy w lokalnych gwarach słowińskich: Žìe̯lazɵ. Lorentz odnotowuje również nazwy mieszkańców: Žìe̯ležȯu̯n, Žìe̯ležȯu̯nkă „żelezianin, żelezianka”. Niemiecka nazwa Selesen jest adaptacją fonetyczną pierwotnej nazwy słowiańskiej.
Rada Języka Kaszubskiego proponuje kaszubską formę nazwy Żelazło.

## Zabytki
- Pałac w Żelazie[11]